# Ярусово (Псковська область)
Ярусово (рос. Ярусово) — присілок в Красногородському районі Псковської області Російської Федерації.
Населення становить 16 осіб. Входить до складу муніципального утворення Красногородська волость .

## Історія
Від 2015 року входить до складу муніципального утворення Красногородська волость .

## Населення
| 2001 | 2002 | 2010 |
| ---- | ---- | ---- |
| 16   | →16  | ↘6   |